# Curley Culp
Curley Culp (Yuma, 10 marzo 1946 – 27 novembre 2021) è stato un giocatore di football americano statunitense che ha giocato nel ruolo di defensive tackle nella American Football League e nella National Football League (NFL). È stato inserito nella Pro Football Hall of Fame nel 2013.

## Carriera professionistica

### Kansas City Chiefs
Culp fu scelto nel corso del secondo giro del Draft NFL 1968 dai Denver Broncos ma fu considerato leggermente troppo basso per giocare nella linea difensiva e leggermente troppo lento per giocare come linebacker. Decise così di trasferirsi da Denver a Kansas City alla ricerca di una squadra in grado di utilizzare propriamente il suo talento. Le giocate di Culp come nose tackle furono fondamentali nel Super Bowl IV. Il capo-allenatore dei Chiefs, Hank Stram, nel tentativo di contenere il rapido attacco sulle corse nel lato destro dei Minnesota Vikings, decise di schierare Culp direttamente di fronte al centro dei Vikings, Mick Tingelhoff. Il più piccolo Tingelhoff non riuscì a bloccare Culp nell'uno contro uno e dovette essere aiutato dagli altri uomini della linea difensiva. Questo permise ai suoi compagni Buck Buchanan, Willie Lanier e agli altri difensori dei Chiefs di sfondare la linea offensiva dei Vikings e di bloccare il loro gioco sulle corse. Quella gara viene accreditata come la nascita dello schema difensivo di tipo 3-4.
Culp guidò  la linea difensiva di Kansas City nella miglior epoca della storia dei Chiefs. Considerato uno degli uomini della linea difensiva più rapidi della lega, Culp trascorse sette stagioni a Kansas City (1968–1974) disputando 82 gare. Membro della formazione ideale del 25º anniversario dei Chiefs, Culp fu convocato per l'All Star Game della AFL nel 1969 e per il Pro Bowl del 1971. L'Associated Press lo nominò due volte difensore della settimana e nel 1973 guidò i Chiefs con 9 sack (statistica non ufficiale).

### Houston Oilers e Detroit Lions
Quando Culp passò a Houston, Bum Phillips era il coordinatore difensivo di Sid Gillman all'epoca. Egli convinse l'allenatore a provare la difesa 3-4, impiegando tre uomini di linea e 4 linebacker. Gli Oilers acquisirono Culp a metà della stagione 1974 in cambio di John Matuszak in quello che si rivelò uno dei migliori scambi della storia della franchigia.
Culp era così potente che occorrevano due o tre uomini per bloccarlo, spalancando le porte a Elvin Bethea, Gregg Bingham e Ted Washington Sr. (e presto a Robert Brazile, il giocatore che Houston scelse nel draft grazie alla scelta guadagnata nello scampio per Culp). Houston vinse sette delle rimanenti nove partite da quando Culp sbarcò a Houston. Come Phillips disse "Curley faceva funzionare (la difesa 3-4). Mi ha fatto sembrare più bravo di quanto non fossi."
La miglior stagione di Culp fu nel 1975 quando mise a segno 11,5 sack, una cifra mai raggiunta da un defensive tackle. Fu inserito nella formazione ideale della stagione All-Pro e fu scelto come difensore dell'anno dalla Newspaper Enterprise Association.
A metà della stagione 1980, Culp fu svincolato passando a Detroit, dove giocò un'altra stagione prima di ritirarsi dopo 14 anni di football professionistico. L'ex centro degli Oakland Raiders membro della Hall of Fame Jim Otto definì Culp "il più forte giocatore contro cui abbia giocato".
È morto di cancro nel 2021.

## Vittorie e premi
- Vincitore del Super Bowl IV
- (1) AFL All-Star (1969)
- (5) Pro Bowl (1971, 1975, 1976, 1977, 1978)
- (1) First-team All-Pro (1975)
- (2) Second-team All-Pro (1978, 1979)
- Pro Football Hall of Fame (classe del 2013)